# طلای رنگی

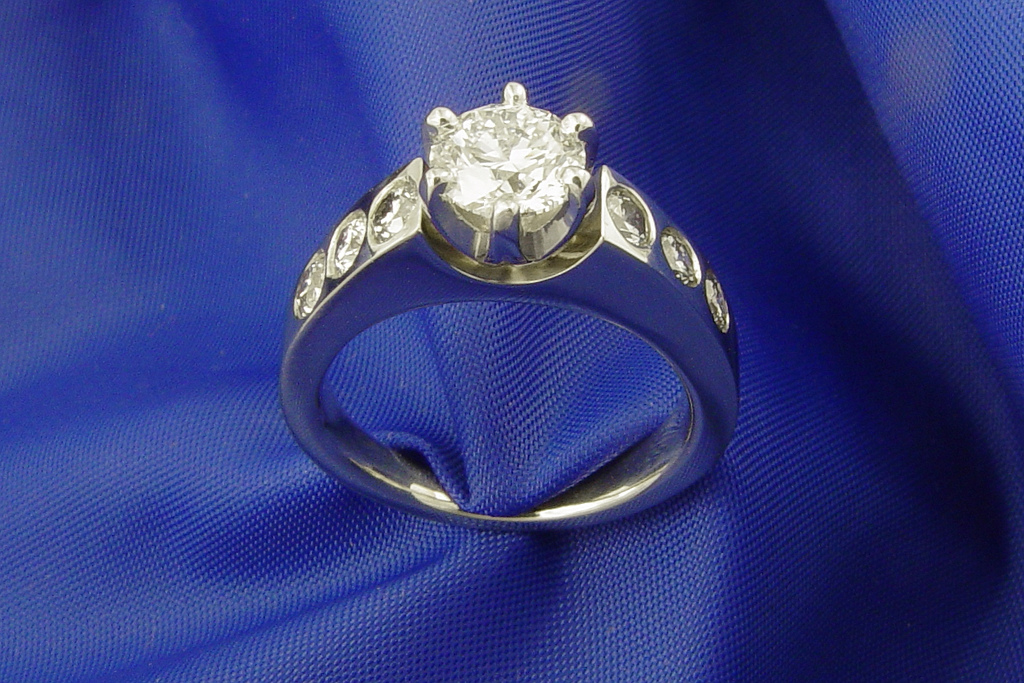
انگشتری طلای سفید ۱۴ عیار با نگین‌های الماس

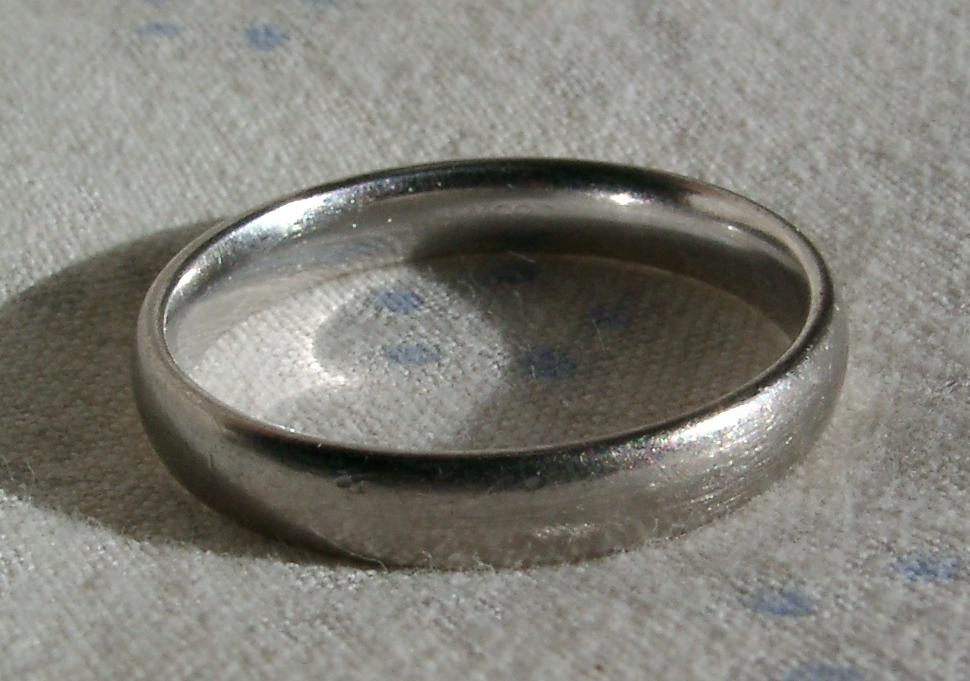
حلقه طلای سفید (طلا و پالادیم با روکش رودیم)

طلای رنگی (به انگلیسی Colored gold) طلاهایی هستند که به رنگ و از جنس طلای خالص نیستند. طلای خالص رنگ زرد کمی مایل به قرمز دارد اما طلاهای رنگی دیگری نیز قابل تولید است. طلاهای رنگی به سه دسته قابل تقسیم هستند: آلیاژی، میان‌فلزی و سطوح کارشده مانند لایه‌های اکسید.
طلای سفید به آلیاژی از طلا همراه با دست‌کم یک فلز سفیدرنگ گفته می‌شود. آلیاژ طلا برای ساخت طلای سفید معمولاً نیکل، منگنز، و پالادیم و در مواردی نقره، روی، پلاتین، و مس است. البته رنگ طلای سفید مرسوم در جواهرسازی رنگ واقعی این آلیاژ نیست، بلکه با روکش کردن طلا از فلز رودیم به دست می‌آید.
از آن‌جا که طلا در حالت خالص بسیار نرم است، در جواهرسازی با افزودن فلز دیگری آن را مقاوم‌تر می‌سازند. برای ساخت طلای زرد معمولاً از مس استفاده می‌شود اما برای طلای سفید از فلزی سفید یا نقره‌ای رنگ استفاده می‌شود. ویژگی‌های طلای سفید بسته به نوع و مقدار فلزی است که به طلا اضافه می‌شود. نیکل فلزی محکم و سخت است و در نتیجه آلیاژ طلا و نیکل برای ساخت حلقه، سنجاق و گیره مناسب است. آلیاژ طلا و پالادیم نرم‌تر و انعطاف‌پذیرتر است و برای سرویس‌های جواهرات و سنگ‌های قیمتی کاربرد دارد. گاهی فلزات دیگری مثل مس، نقره و پلاتین هم برای افزودن مقاومت و افزایش وزن طلای سفید هم به این آلیاژ اضافه می‌شوند.
آلیاژ طلا، نیکل، مس، روی (طلا: ۷۵۰ قسمت، نیکل: ۱۳۵، مس: ۸۵ و روی: ۳۰ قسمت) که در آن نیکل برای افزایش استحکام، مس برای افزایش چکش‌خوری و روی برای استحکام، و جلوگیری از زنگ‌زدن مس به طلا اضافه شده و همچنین آلیاژ طلا، پالادیم، نقره (طلا: ۷۵۰، پالادیم: ۲۰۰، نقره: ۵۰) از انواع متداول دیگر طلای سفید است. همچنین آلیاژ طلا و آلومینیم (۷۸٫۴۹٪ طلا و بقیه آلومینیم) برای تولید طلای ارغوانی و آلیاژ طلا و ایندیم (۴۶٫۱۷٪ طلا و ۵۳٫۸۳٪ ایندیم) برای تولید طلای آبی استفاده می‌شوند.
آلیاژ طلا و نیکل ارزان‌تر از طلا و پالادیم است اما برخی افراد به نیکل حساسیت دارند و استفاده طولانی از طلاهای حاوی نیکل در آن‌ها موجب بروز جوش‌های پوستی می‌شود.
در طلای سفید هم مثل طلای زرد میزان طلای خالص عیار نامیده می‌شود. عیار ۱۸ از ۲۴ به معنای ۱۸ قسمت طلا و ۶ قسمت فلز یا فلزات دیگر است.

## کاربردهای دیگر
در زبان عامیانه گاهی به پلاتین هم طلای سفید گفته می‌شود در حالی‌که پلاتین فلزی متفاوت است و در مقایسه با طلا مقاوم‌تر، کمیاب‌تر، و رنگ آن درخشان‌تر از طلای سفید است. همچنین الکتروم که آلیاژی از طلا و نقره است و به‌طور طبیعی نیز یافت می‌شود گاه طلای سفید نامیده شده‌است.